# Sylva Zalmanson
Sylva Zalmanson (en ruso: Сильва Залмансон; en hebreo: סילווה זלמנסון‎; nacida en Siberia, 1944) es una Prisionera de Sion nacida en la Unión Soviética, activista de derechos humanos, artista e ingeniera que emigró a Israel en 1974.

## Primeros años
Zalmanson nació en Siberia en 1944, en una familia judía de clase media originaria de Riga. La familia huyó de los nazis y regresó a Riga en 1945, luego de la derrota de las fuerzas nazis por parte del Ejército Rojo en la liberación de Letonia. Durante sus años como estudiante universitaria en la Universidad Técnica de Riga, se empezó a comprometer en actividades sionistas, distribuyendo libros de estudio de idioma hebreo a comunidades judías en diferentes ciudades de la Unión Soviética, escuchando transimisiones de Kol Yisrael en ruso, y otras actividades que eran consideradas ilegales bajo la ley soviética.

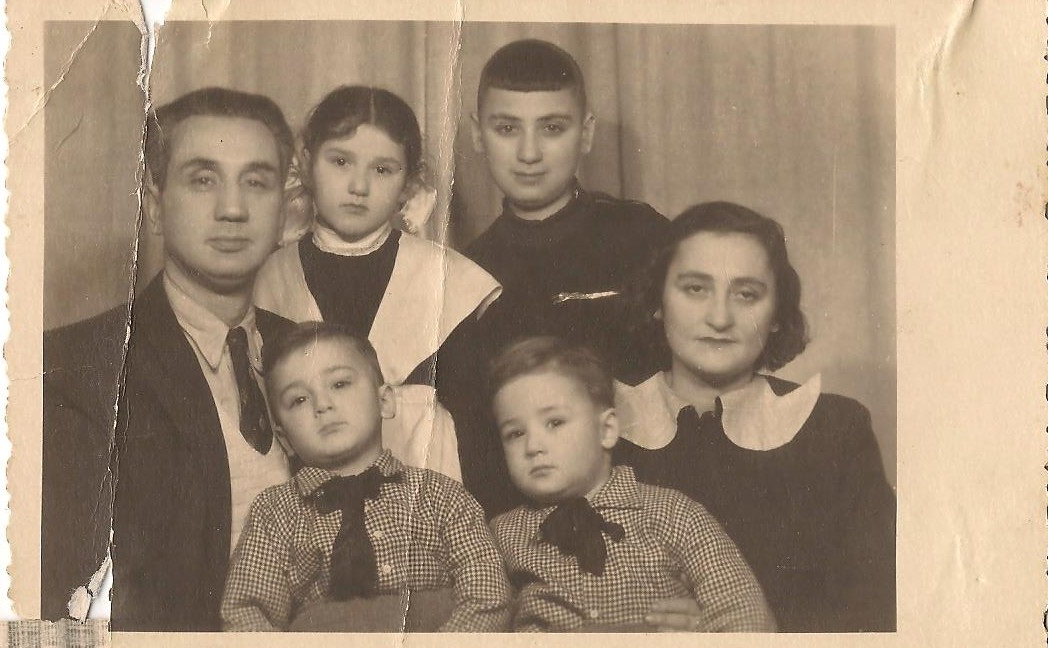
La familia Zalmanson en Riga, en 1952.

Zalmanson se graduó de la Universidad Técnica de Riga en 1968, trabajó como ingeniera, y continuó participando en actividades sionistas. Luego de solicitar repetidamente un visado de salida para dejar la Unión Soviética y emigrar a Israel, los cuales fueron negados, Zalmanson y su marido Eduard Kuznetsov se hicieron miembros de un grupo de activistas en una célula sionista clandestina, donde idearon un plan para escapar de la Unión Soviética.

## Secuestro del avión en Leningrado
El plan se llamaba "Operación Boda," (más conocido como el caso del secuestro Dymshits–Kuznetsov): el grupo compraría todos los boletos de un vuelo local, haciéndose pasar como viajeros a una boda en una ciudad cercana . 
Una vez a bordo del avión,  tomarían los controles del avión de propiedad estatal que consideraban que estaban tomando prestado, y el Mayor Mark Dymshits, un piloto militar soviético y refusenik judío, volaría la aeronave a baja altura para evitar ser detectados por el radar, a través de la frontera soviética. 
Sylva reclutó a la mayoría de los miembros de grupo, incluyendo a su marido Eduard Kuznetsov y dos de sus hermanos: Wolf Zalmanson e Israel Zalmanson. Consciente de que la KGB estaba al tanto del plan gracias a un informante, no obstante se decidieron a proceder con el plan.
El 15 de junio de 1970, momentos antes de abordar el Antonov An-2, el grupo fue arrestado y llevado a juicio con cargos de "alta traición". Sylva era la única mujer en el juicio, el cual tuvo lugar el 15 de diciembre de 1970, y siendo la primera de los acusados cuya declaración iba a ser tomada, declaró: 

"Si no nos hubieran negado nuestro derecho a salir de Rusia, este grupo no existiría. Simplemente nos iríamos a Israel sin ningún deseo de secuestrar un avión o cualquier otra cosa que sea ilegal. Incluso aquí, en el juicio, sigo creyendo que algún día llegaré a vivir en Israel. Siento que soy la heredera del pueblo judío en este momento, así que citaré nuestras frases El próximo año en Jerusalén (en hebreo: לְשָׁנָה הַבָאָה בִּירוּשָלַיִם‎) y Si te olvido, oh Jerusalén, que mi diestra olvide su astucia. (en hebreo: אִם אֶשְׁכָּחֵךְ יְרוּשָׁלָ‍ִם תִּשְׁכַּח יְמִינִי‎)"

 
Sylva fue condenada a 10 años en un campo de trabajos forzados: 3 años por el intento de escapada y 7 años por repartir "propaganda anti-soviética", refiriéndose a la distribución que hacía Sylva de libros de aprendizaje de hebreo. El marido de Sylva, Edward Kuznetsov y el piloto del grupo, Mark Dymshits, recibieron condenas a muerte.  Las sentencias de muerte fueron reducidas a 15 años 8 días después del juicio, debido a la masiva presión mundial. La campaña ¡Dejen ir a mi gente! creó conciencia a nivel mundial y decenas de miles de personas demostraron en todo el mundo exigiendo la liberación de los activistas y demandando que los judpios soviéticos recibieran la oportunidad de emigrar. 

## Migración a Israel antes y después del juicio
Durante el tiempo que Zalmanson y los otros activistas sionistas estuvieron encarcelados, y a raíz de la presión diplomática puesta sobre las autoridades soviéticas, centenares de miles de judíos recibieron visados para salir de la URSS.
Entre 1948 y el juicio, 10.720 judíos soviéticos dejaron la Unión Soviética. Después del juicio y hasta que 1979, alrededor de 300.000 judíos soviéticos emigraron.

## De la prisión a la libertad
Sylva estuvo cuatro años en la colonia penal para mujeres de Potma, y fue posteriormente puesta en confinamiento solitario, después de golpear a otra reclusa que había hecho comentarios antisemitas.
El 22 de agosto de 1974, Sylva fue liberada anticipadamente, debido a un intercambio de prisioneros secreto entre el gobierno soviético y el gobierno israelí, que había capturado un espía soviético, Yuri Linov, quien fue intercambiado por Sylva Zalmanson y Heinrich Shefter, un judío búlgaro empleado de la ONU y quién había sido arrestado por el Servicio de Seguridad búlgaro y sentenciado a muerte por espionaje, aparentemente solo lograr la liberación de Linov.
En Israel, Sylva trabajó como ingeniera en la industria aérea, pero continuó activa por la liberación de su familia y amigos, incluyendo una huelga de hambre de 16 días frente a la sede de las Naciones Unidas en Nueva York en 1976, rechazando comer hasta el punto de perder la consciencia.

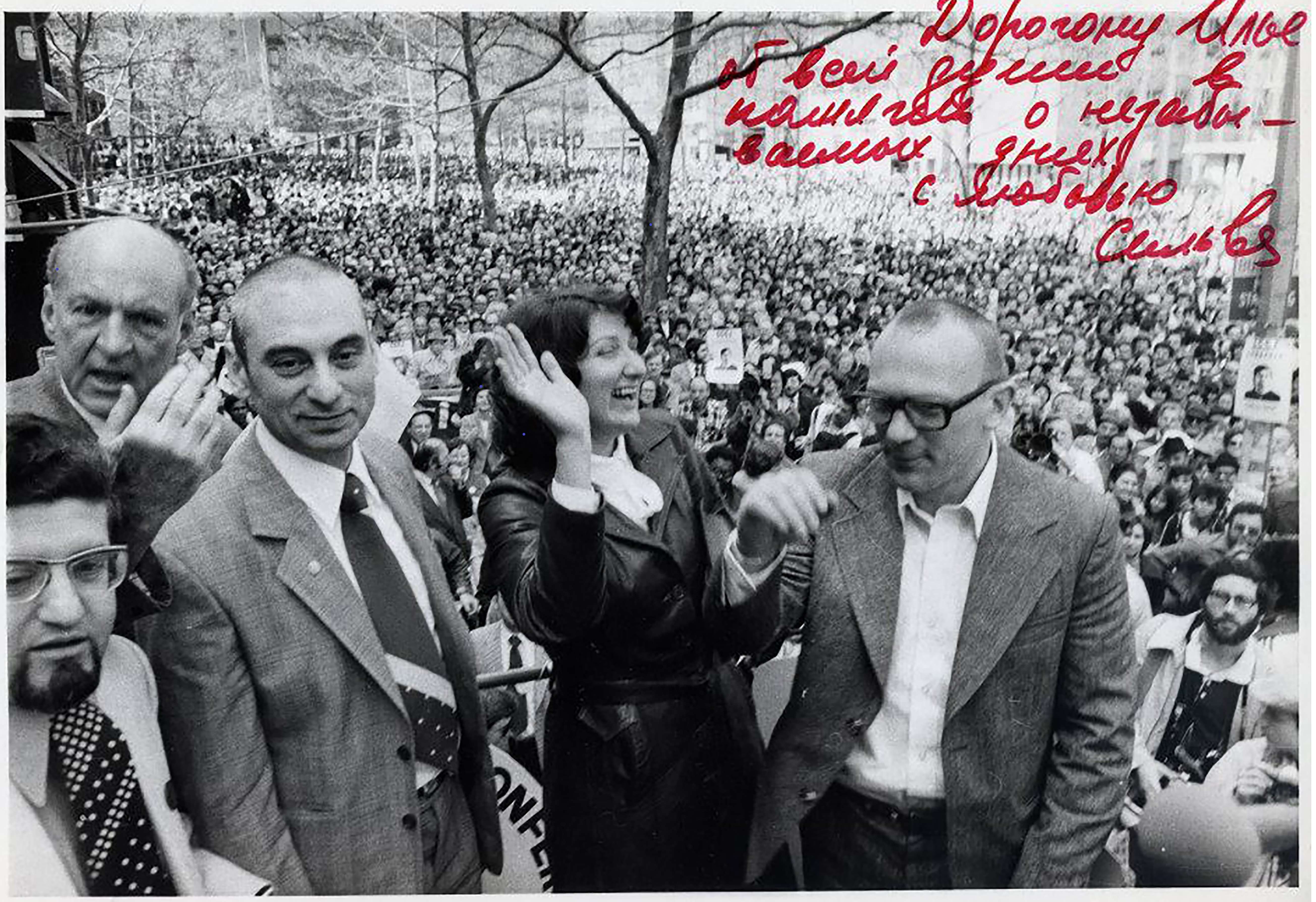
Mark Dymshits, Sylva Zalmanson, y Edward Kuznetsov en una concentración aproximadamente 250.000 seguidores en Nueva York, 1979.

La mayoría del grupo, incluyendo a Sylva, su marido y hermanos fueron liberados en abril de 1979, debido a un intercambio de prisioneros con el gobierno estadounidense, que había capturado a dos espías soviéticos en New Jersey.

## Presente
Hoy día, Sylva vive en Israel. Ella y Edward tuvieron una hija y se divorciaron dos años después de su liberación, en 1981. 
Durante años, hasta su jubilación en 2005, Sylva trabajó como Ingeniera mecánica. Comenzó a pintar en 1992, trabajando con acrílicos, aceite y otros medios. Sylva se hizo parte de la "Asociación de Pintores y Escultores de Israel" y ha exhibido sus obras en Israel, los EE.UU., Reino Unido, Italia, Rumanía, y Finlandia. 

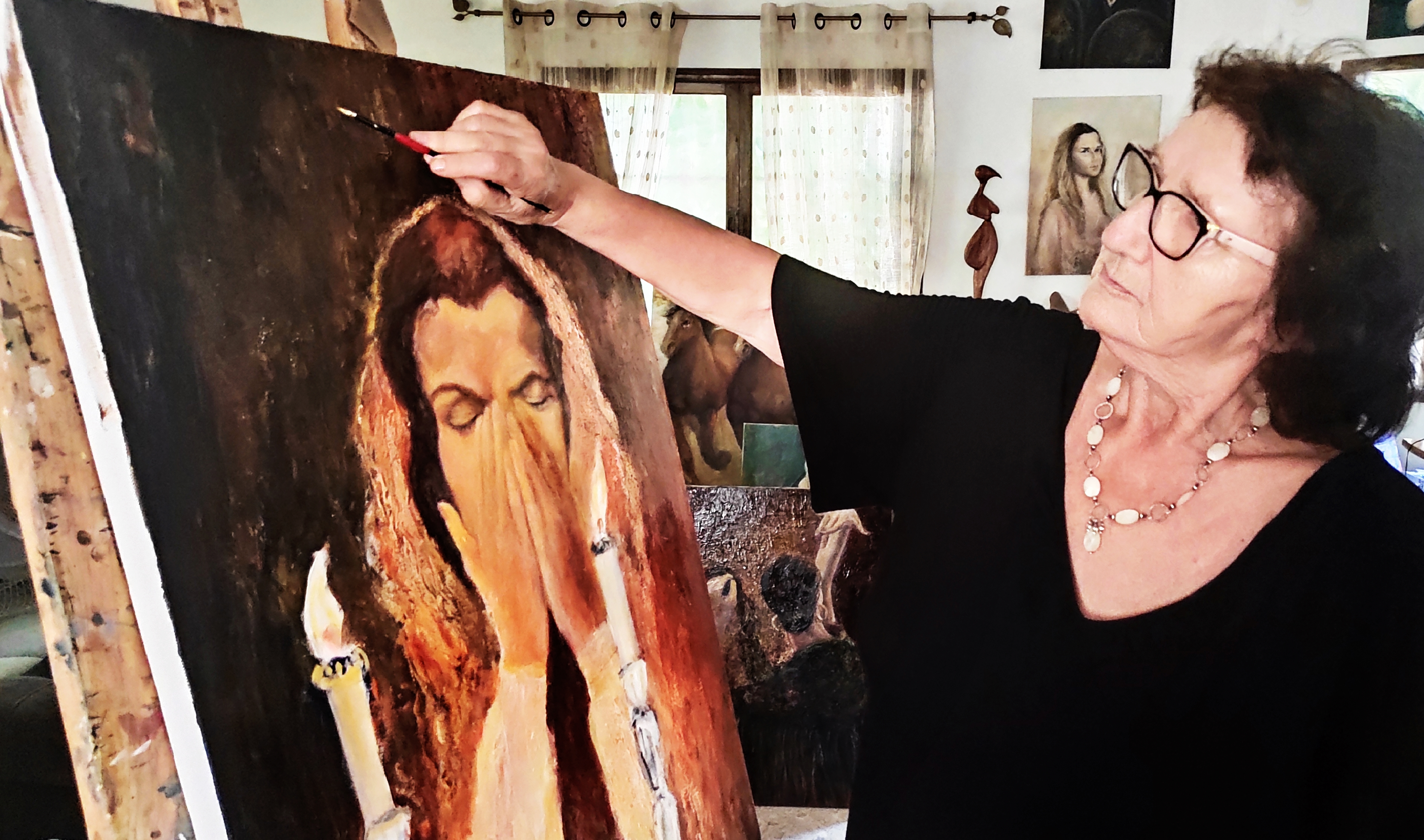
Sylva Zalmanson en su estudio en Israel, octubre de 2019.

La hija de Edward y Sylva, Anat Zalmanson-Kuznetsov, dirigió un documental en 2016 sobre la historia de sus padres, Operation Wedding.